# Obertraubling
Obertraubling é um município da Alemanha, situado no distrito de Ratisbona, no estado da Baviera. Tem 24,82 km² de área, e sua população em 2019 foi estimada em 8.442 habitantes.